# Kecamatan Tegalwaru
Kecamatan Tegalwaru är ett distrikt i Indonesien.   Det ligger i provinsen Jawa Barat, i den västra delen av landet, 70 km sydost om huvudstaden Jakarta.